# Lemmy (软件)
Lemmy是一款用于构建社交新聞聚合器和网络论坛的自由软件。

## 历史
Lemmy起初由GitHub用户Dessalines于2019年2月创建，并以AGPL协议授权。
Dessalins在一篇2020年的博文中介绍了名称Lemmy的起源。
它很长一段时间都没有名字，但我想保持联邦宇宙以动物命名项目的传统。我当时正在玩一款老式游戏《百战小旅鼠》，那周莱米（来自 Motorhead）去世了，我们对名字进行了几次民意调查，我同意了。——
根据联邦宇宙统计网站the-federation.info的数据，2023年6月仅有不到100个Lemmy实例，而截至2023年7月27日增加到了1521个实例，总共有66,000月活跃用户。最流行的实例是lemmy.world和lemmy.ml，分别有27,000和4,000的月活跃用户。

## 和其他社交网络的关系
Lemmy使用ActivityPub协议，任何兼容该协议的社交网络，比如Kbin都可以与之互动。
在2023年Reddit API争议期间，其部分用户讨论了各种Reddit的替代品，包括Lemmy，结果一些人为此被Reddit封禁，而子版块“/r/LemmyMigration”也同样被封禁，史翠珊效應使得更多人在黑客新闻和其他社交网站讨论它，最后封禁被撤销。生活黑客网站认为Lemmy是Reddit的“最好的四个替代品”之一。

## 第三方客户端
Lemmy的移动客户端包括Android上的Jerboa和Connect、iOS上的Memmy、Remmel以及Mlem。
截至2023年7月，一些知名的Reddit客户端比如Sync和Boost因为API涨价的问题已经准备转型为Lemmy客户端。